# Jean-Pierre Eckmann
Jean-Pierre Eckmann (27 de janeiro de 1944) é um físico matemático suíço, que trabalha com teoria do caos.
Jean-Pierre Eckmann é filho do matemático Beno Eckmann. Estudou nao Instituto Federal de Tecnologia de Zurique, onde obteve em 1967 o diploma em física, orientado por Klaus Hepp (Renormierung der Yukawa Theorie), com um doutorado em 1970 na Universidade de Genebra, orientado por Marcel Guenin, com a tese Hamiltonians of persistent interactions, onde é professor.
Foi palestrante convidado do Congresso Internacional de Matemáticos em Berkeley, Califórnia (1986: The mechanism of Feigenbaum Universality) e em Pequim (2002: Non-equilibrium steady states).
Em 2001 foi eleito membro da Academia Europaea e em 1995 da Academia de Ciências de Göttingen. É fellow da American Mathematical Society.

## Obras
- com Collet Iterated maps on the interval as dynamical systems, Birkhäuser Verlag, Progress in Physics, Volume 1, 1980 (Reprint 2009)
- com Collet Concepts and results in chaotic dynamics, Springer 2006
- com Peter Wittwer Computer methods and Borel summability applied to Feigenbaum's equation, Springer Verlag, Lecturenotes in Physics, Volume 227, 1985
- com Pierre Collet: A renormalization group analysis of the hierarchical model in statistical mechanics, Springer Verlag, Lecturenotes in Physics, Volume 74, 1978
- com Marcel Guenin Méthodes algébriques en mécanique statistique, Springer Verlag Lecturenotes in Mathematics, Volume 81, 1969